# Merdja Sidi Abed
Merdja Sidi Abed (în arabă مرجة سيدي عابد) este o comună din provincia Relizane, Algeria.
Populația comunei este de 7.502 locuitori (2008).